# Едуардо Бауерманн
Едуардо Габріел дос Сантос Бауерманн (порт. Eduardo Gabriel dos Santos Bauermann, нар. 13 лютого 1996, Естансія-Велья) — бразильський футболіст, захисник мексиканського клубу «Пачука».

## Клубна кар'єра
Народився 13 лютого 1996 року в місті Естансія-Велья. Вихованець футбольної школи клубу «Інтернасьйонал». Дорослу футбольну кар'єру розпочав 2015 року в основній команді того ж клубу, але основним гравцем не став, тому здавався в оренду до клубів «Наутіко Капібарібе», «Атлетіко Гояніенсе» та «Фігейренсе».
У сезоні 2019 року Едуардо виступав у Серії Б за «Парану», а 4 січня 2020 року Бауерманн підписав дворічний контракт з клубом «Америка Мінейру», що виступав у цьому ж дивізіоні. У своєму першому сезоні він з командою посів 2 місце і вийшов до Серії А. Там Бауерманн став основним гравцем, зігравши у 35 матчах ліги, що вперше в історії дозволило його команді кваліфікуватися до Кубка Лібертадорес.

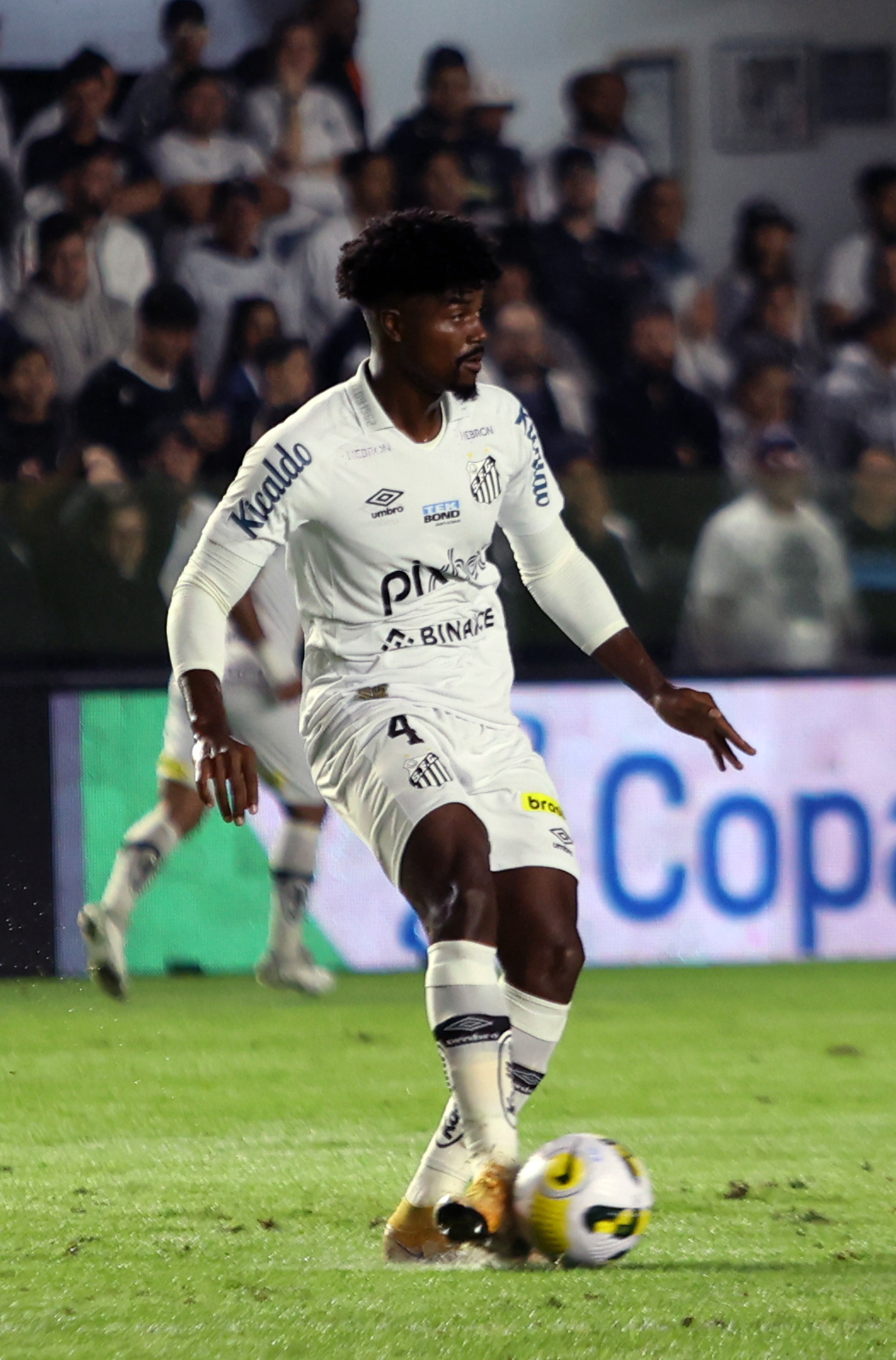
Едуардо Бауерманн під час виступів за «Сантус». 2022 рік.

На початку 2022 року у статусі вільного агента уклав контракт із «Сантусом», у складі якого провів наступні півтора роки своєї кар'єри гравця. Більшість часу, проведеного у складі «Сантуса», був основним гравцем захисту команди. 29 червня 2023 року «Сантус» розірвав контракт із Бауерманном після того, як стала відома його участь у скандалі з договірними матчами.
3 липня 2023 року Бауерманн перейшов до турецького клубу «Аланьяспор», однак 11 вересня, після того, як ФІФА наклала на гравця річну дискваліфікацію, він розірвав свій контракт, так і не дебютувавши за турецький клуб.
У травні 2024 року Едуардо Бауерманн підписав контракт з чилійським клубом «Евертон» (Вінья-дель-Мар) після закінчення терміну його дискваліфікації, накладеної ФІФА. У новій команді бразилець провів лише пів року і вже на початку 2025 року став гравцем мексиканської «Пачуки». Станом на 14 червня 2025 року відіграв за команду з Пачука-де-Сото 17 матчів в національному чемпіонаті.

## Виступи за збірні
2013 року у складі юнацької збірної Бразилії (U-17) був учасником юнацького чемпіонату Південної Америки, де зіграв 8 матчів і здобув бронзові нагороди, та юнацького чемпіонаті світу, де зіграв усі п'ять матчів, але його команда вилетіла у чвертьфіналі від мексиканців у серії пенальті. Загалом на юнацькому рівні взяв участь у 13 іграх.
Протягом 2014—2015 років залучався до складу молодіжної збірної Бразилії, з якою був учасником молодіжного чемпіонату Південної Америки 2015 року, де зіграв 4 матчі і посів з командою 4 місце. Всього на молодіжному рівні зіграв у 8 офіційних матчах.